# Äetsä
Äetsä est une ancienne municipalité du sud-ouest de la Finlande située dans la région du Pirkanmaa.
Elle a été créée en 1981 par la fusion des municipalités rurales de Keikyä et Kiikka. Le 1er janvier 2009, elle a fusionné avec Vammala et Mouhijärvi pour former la nouvelle ville de Sastamala.

## Géographie
La commune est traversée par la rivière Kokemäenjoki. Elle est bordée par les communes de Vammala, Huittinen, Kokemäki et Kiikoinen, pour les 3 dernières dans la région du Satakunta.
On y trouve une importante usine chimique de Finnish Chemicals Oy, part du groupe Kemira.